# Штеффек, Карл
Карл Константи́н Ге́нрих Ште́ффек (нем. Carl Constantin Heinrich Steffeck; 4 апреля 1818, Берлин — 11 июля 1890, Кёнигсберг) — немецкий живописец-анималист, портретист и художник-график. Знаменит прежде всего своими изображениями коней и собак.

## Биография
Сын рантье, увлекавшегося искусством, Карл Штеффек ещё в гимназические годы часто бывал в Прусской академии искусств. В 1837 году поступил на обучение к живописцу Францу Крюгеру, позднее работал в мастерской Карла Йозефа Бегаса. В 1839 году Штеффек отправился в Париж, где два месяца состоял в учениках у Поля Делароша, но больше интересовался творчеством Ораса Верне. В 1840—1842 годах путешествовал по Италии.
По возвращении из поездки писал сцены охоты и животных. Помимо этого жанра создал крупное историческое полотно «Альбрехт Ахилл в борьбе с нюрнбержцами за штандарт» (1848), которое в 1864 году приобрела Национальная галерея Берлина.
С начала 1850-х годов Штеффек обратился к преподаванию живописи. Среди его учеников был Ханс фон Маре, Георг Карл Кох и Макс Либерман. В 1859 году Штеффек получил звание профессора Берлинской академии, в 1880 году был назначен ректором Кёнигсбергской академии художеств.
Умер в 1890 году внезапно от удара и был похоронен на Французском кладбище в Берлине. До 1945 года имя Карла Штеффека носила одна из улиц Кёнигсберга, ныне — калининградская улица Лейтенанта Катина.